# 筲箕灣東官立中學
筲箕灣東官立中學（英語：Shau Kei Wan East Government Secondary School），舊稱筲箕灣官立工業中學，為香港一所官立中文中學，由港英政府於1963年創立。目前校址位於柴灣峽柴灣道。因應1997年工業中學教育改革，該校轉為文法中學，翌年易名為「筲箕灣東官立中學」。
筲箕灣東官立中學是香港現存六所持續辦學的前官立工業中學之一，其餘五所分別是九龍工業學校、何東中學、觀塘功樂官立中學、鄧肇堅維多利亞官立中學及賽馬會官立中學。

## 歷史
筲箕灣東官立中學前身為「筲箕灣官立工業中學」，於1963年成立。
在創校初年，由於永久校舍仍在興建，此校曾借用山道官立小學及丹拿道警察小學課室上課。至1965年，此校正式遷入現時的校舍，當中興建費用由丹麥政府資助。
1998年，為響應政府取消工業中學政策，此校正式更名為筲箕灣東官立中學。
由於現時的校舍空間不足，政府於2021年6月尾直接批出位於西貢區安達臣道石礦場安愉徑的擬建校舍，供此校遷置之用。原定將於2026/27學年遷入新校舍，但校方因避免學生跨區上學而延遲至2028/29學年，期間暫停中一收生。現時就讀該校的學生將能全數於原校畢業。

## 班級及課程
截至目前為止，此校共設有20班，中一至中二每級各開設2班，而中三至中六每級則各開設4班。
而在高中選修科目方面，此校提供化學、生物、物理、企會財、地理、數學延伸單元（二）、中國歷史、資訊及通訊科技、旅遊與款待、視藝、設計與應用科技，以及科技與生活。當中，化學、生物、物理及數學延伸單元（二），同時設有中、英文授課組別，其餘選修科目均以中文授課。所有高中學生均可選修兩科。

## 歷任管治人員

### 校監
- 羅潔玲（現任校監）

### 校長
- 蔡永祺（1963年-1966年，創校校長）
- 何禮和（1966年-1970年）
- 魯意誠（1970年-1975年）
- 關永誠（1975年-1980年）
- 林榮生（1980年-1990年）
- 劉海東（1990年-1994年）
- 廖湛源（1994年-1995年）
- 王桂強（1995年-2001年）
- 李坤源（2001年-2013年）
- 鄧啟澤（2013年-2016年）
- 賴炳輝（2016年-2022年）
- 翁翠華（2022年-2024年）
- 蔡永強（2024年-）

## 校舍

### 現時校舍
現時的校舍位於柴灣道，毗鄰筲箕灣官立中學，面積為4,645平方米，設有25間課室及各種特別室。
隨著此校於2028年遷入大上托，現時的校舍將會隨之停用，長遠用途暫時未定。

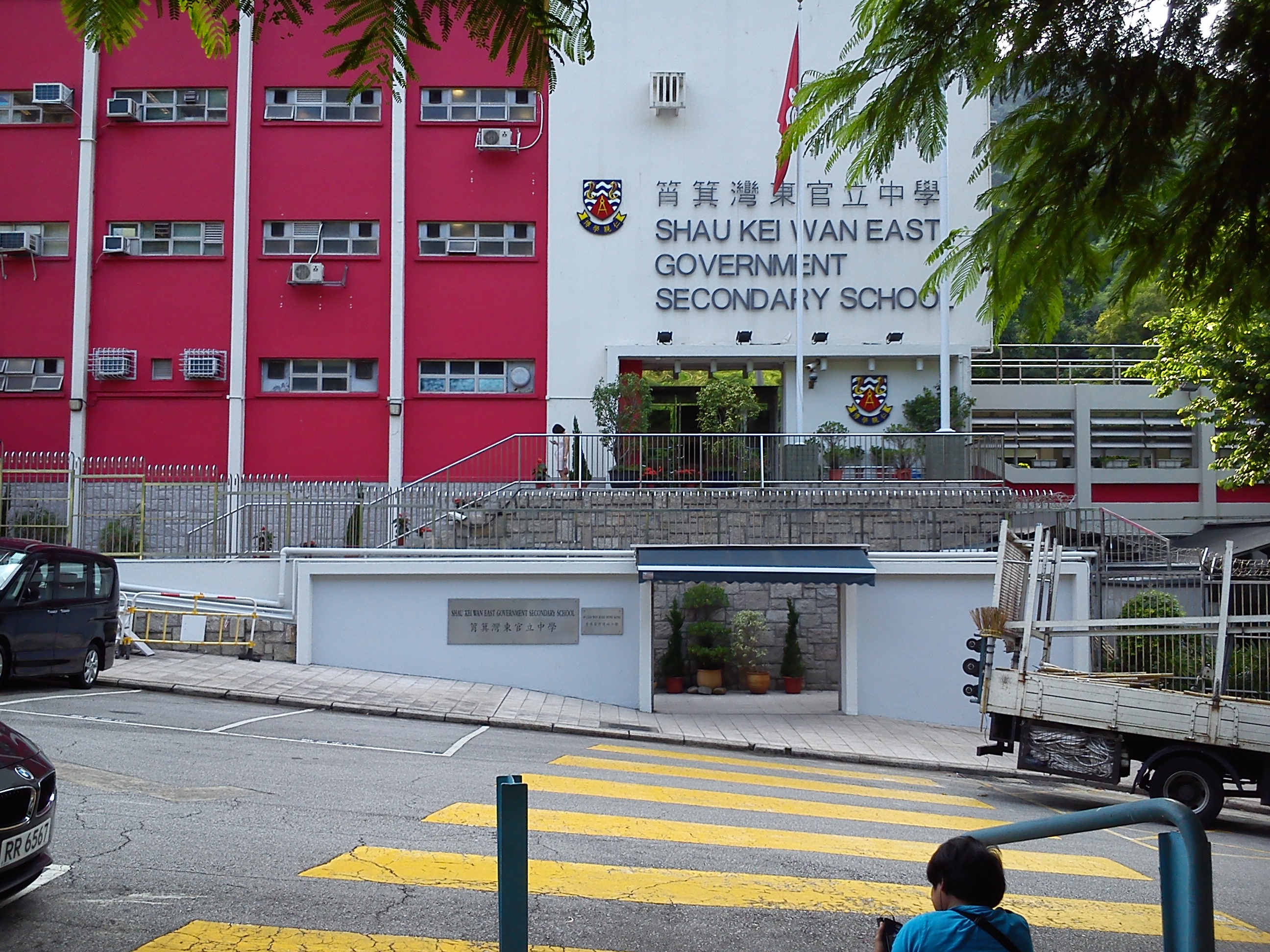
正門
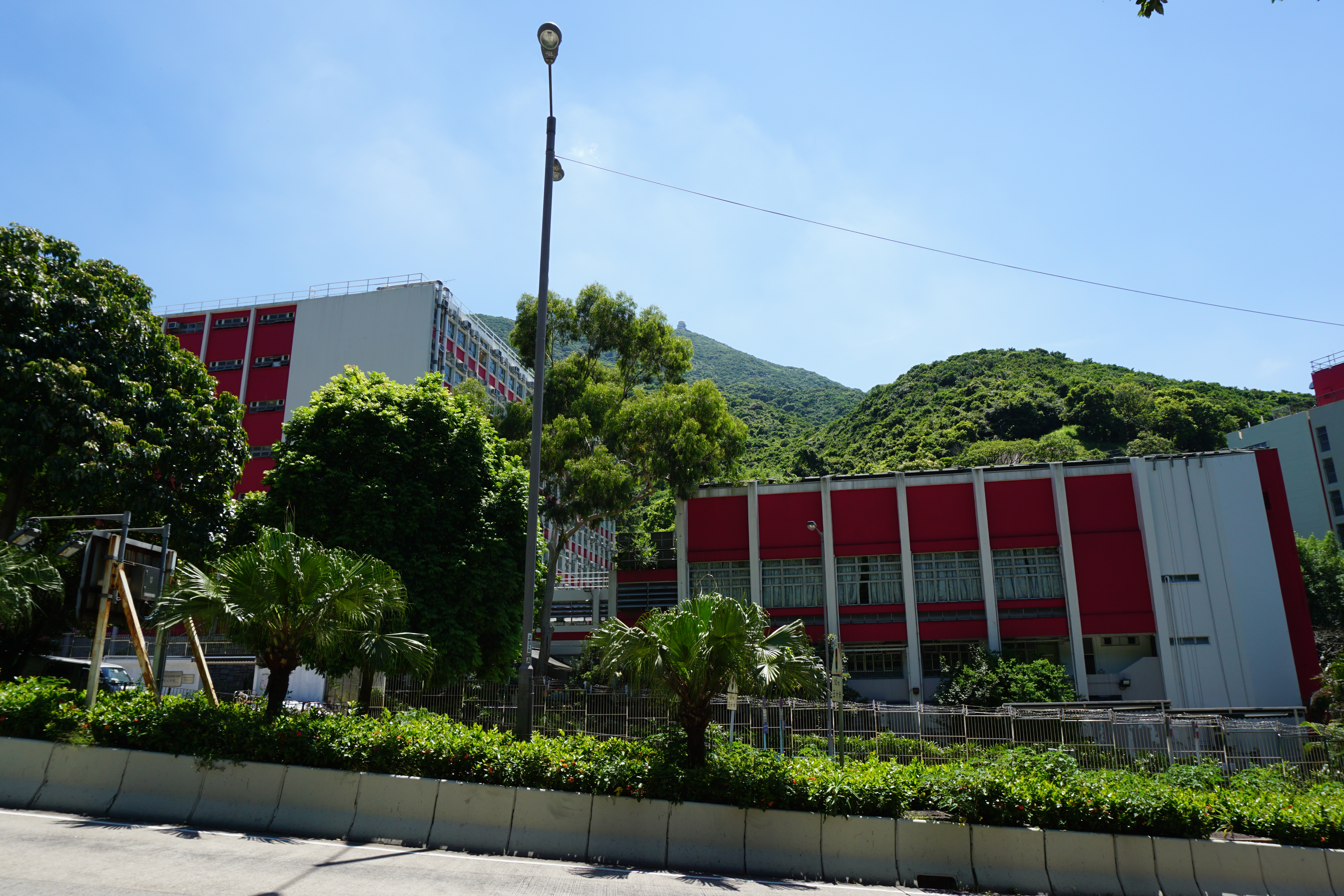
禮堂大樓
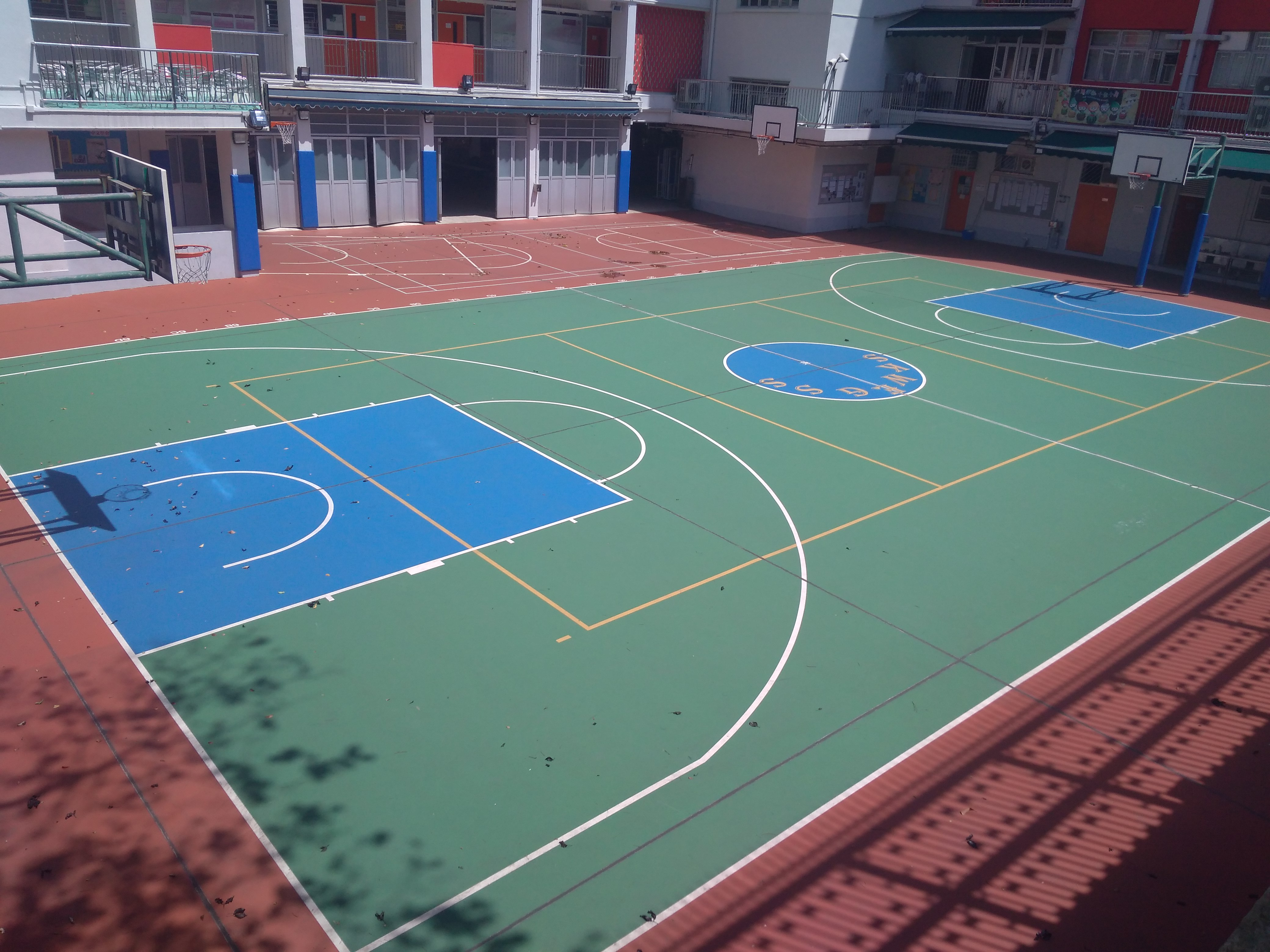
操場

### 新校舍
此校新校址位於大上托安愉徑末端，屬安達臣道石礦場發展計劃範圍之內，並毗鄰保良局陸慶濤小學新校舍用地、安秀苑，以及長實「港人首置上車盤」項目地皮。該用地曾於2020年推出，供其他津貼及直資中學作遷校之用，但最後因無合適學校競投而被收回。
而擬建的校舍採用後千禧設計，設有30間課室連各種特別室，而地盤面積達8,100平方米。
按照原來計劃，新校連同陸慶濤小學，預計可於2026年4月完工，但因審批及設計延誤，校舍將押後兩年完工。

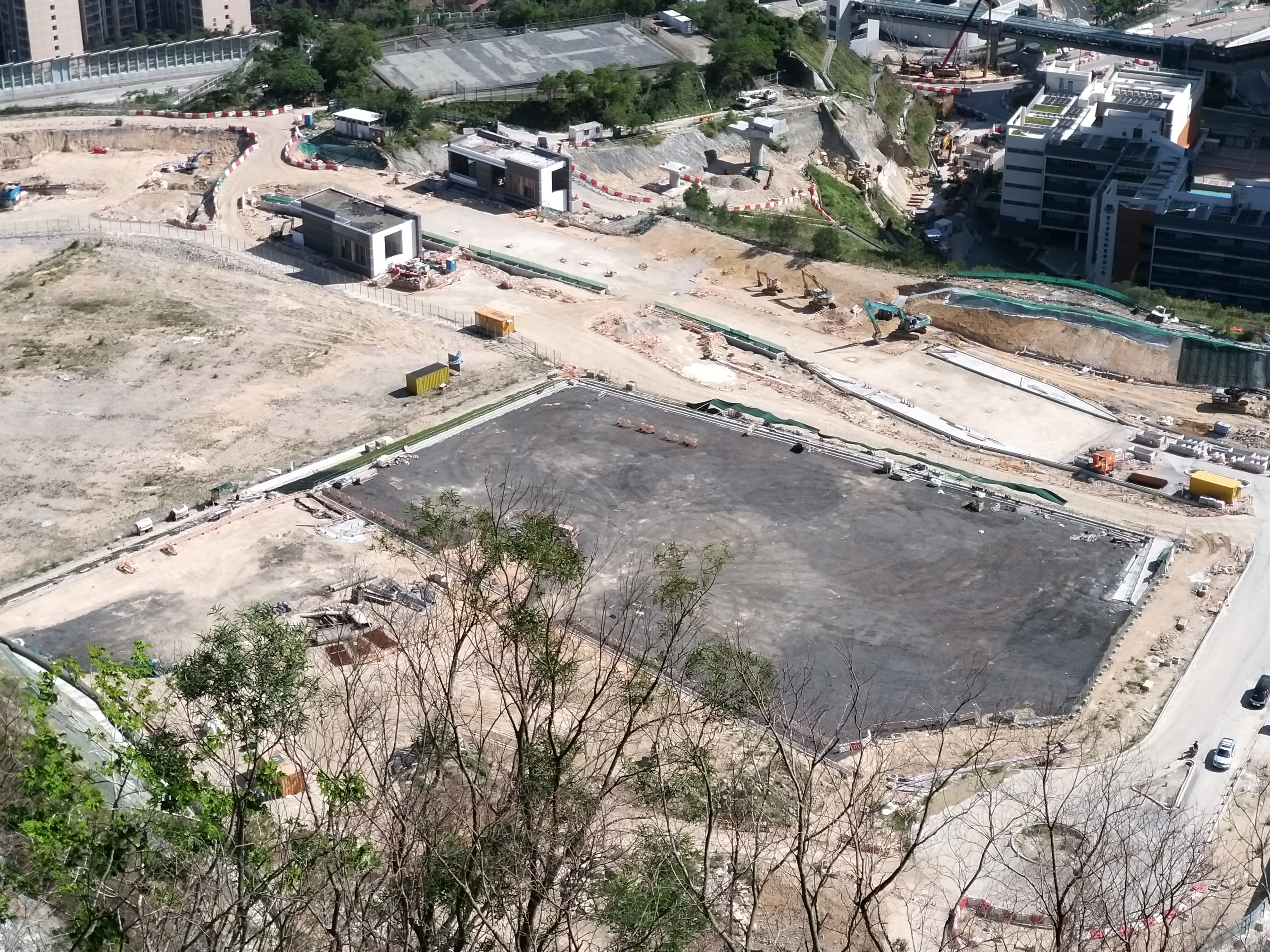
擬建新校用地（下方），2021年5月

## 軼事及事件
- 在此校位於安愉徑的新校舍進行分配時，面臨結校危機的陳樹渠紀念中學亦曾競投，但不果[11]。

## 著名教員
- 蔡熾昌：前香港考試及評核局秘書長[12]

## 著名/傑出校友
- 吳秋北，SBS：行政會議成員、立法會議員（香港島東）、香港工會聯合會理事長[13]
- 盧曼華，MBE：英國北愛爾蘭議會議員[13]
- 張明敏，BBS：歌手、前港區全國人大代表[14]
- 古遠芬：葉氏化工集團有限公司主席[13]
- 陳鴻祥：機電工程署前署長
- 趙家賢：前東區區議會太古城西選區區議員[15]
- 劉家獻：醫院管理局舂磡角慈氏護養院、律敦治醫院及鄧肇堅醫院和東華東院行政總監[16]
- 談泉慶：香港演員[註 1]
- 賴平：德國保時捷汽車首席設計師 (1989-2014)
- 黃又南：香港歌手
- 鍾漢良：藝人
- 陳耀森：填詞人

## 外部連結
- 筲箕灣東官立中學網站 （页面存档备份，存于）

22°16′22″N 114°13′56″E / 22.2726492°N 114.232124°E